# Jean-Robert Bellande
Jean-Robert F. Bellande (* 17. September 1970 in Long Island, New York) ist ein professioneller US-amerikanischer Pokerspieler.

## Persönliches
Bellande wuchs gemeinsam mit seinen zwei Brüdern in Taiwan auf und schloss dort die Senior High School ab. Anschließend kehrte er in die USA zurück und studierte Marketing an der Azusa Pacific University in Kalifornien. Mit 21 Jahren begann Bellande als Promoter für verschiedene Nachtclubs zu arbeiten. Später eröffnete er in Los Angeles seinen eigenen Nachtclub namens Sky Sushi. Inzwischen lebt Bellande in Las Vegas. 2007 nahm er an der 15. Staffel der Reality-Fernsehserie Survivor teil und belegte den neunten Platz. Im März 2018 heiratete er in Mexiko seine langjährige Freundin.

## Pokerkarriere
Bellande nimmt seit 2001 an renommierten Live-Turnieren teil.
Mitte März 2005 belegte er beim Rio Las Vegas Poker Festival im Rahmen eines Circuitturniers der World Series of Poker den dritten Platz für ein Preisgeld von rund 210.000 US-Dollar. Im Juni 2005 war Bellande erstmals bei der Hauptturnierserie der World Series of Poker (WSOP) im Rio All-Suite Hotel and Casino am Las Vegas Strip erfolgreich und kam zweimal ins Geld. Bei der WSOP 2008 verpasste er nur knapp den Gewinn eines Bracelets und beendete ein Shootout-Event in der Variante Limit Hold’em hinter Matt Graham auf dem zweiten Platz für knapp 200.000 US-Dollar. Im Juli 2011 erreichte Bellande beim Main Event der WSOP den sechsten Turniertag und beendete das Event auf dem mit mehr als 100.000 US-Dollar dotierten 65. Platz. Bei der WSOP 2015 belegte er bei der Poker Player’s Championship hinter Mike Gorodinsky den zweiten Platz und erhielt sein bisher höchstes Preisgeld von knapp 800.000 US-Dollar. Anfang Juli 2018 gewann Bellande ein Hold’em-Event der WSOP 2018 und sicherte sich damit ein Bracelet sowie eine Siegprämie von rund 615.000 US-Dollar.
Insgesamt hat sich Bellande mit Poker bei Live-Turnieren knapp 3 Millionen US-Dollar erspielt.